# Хомут (упряжь)

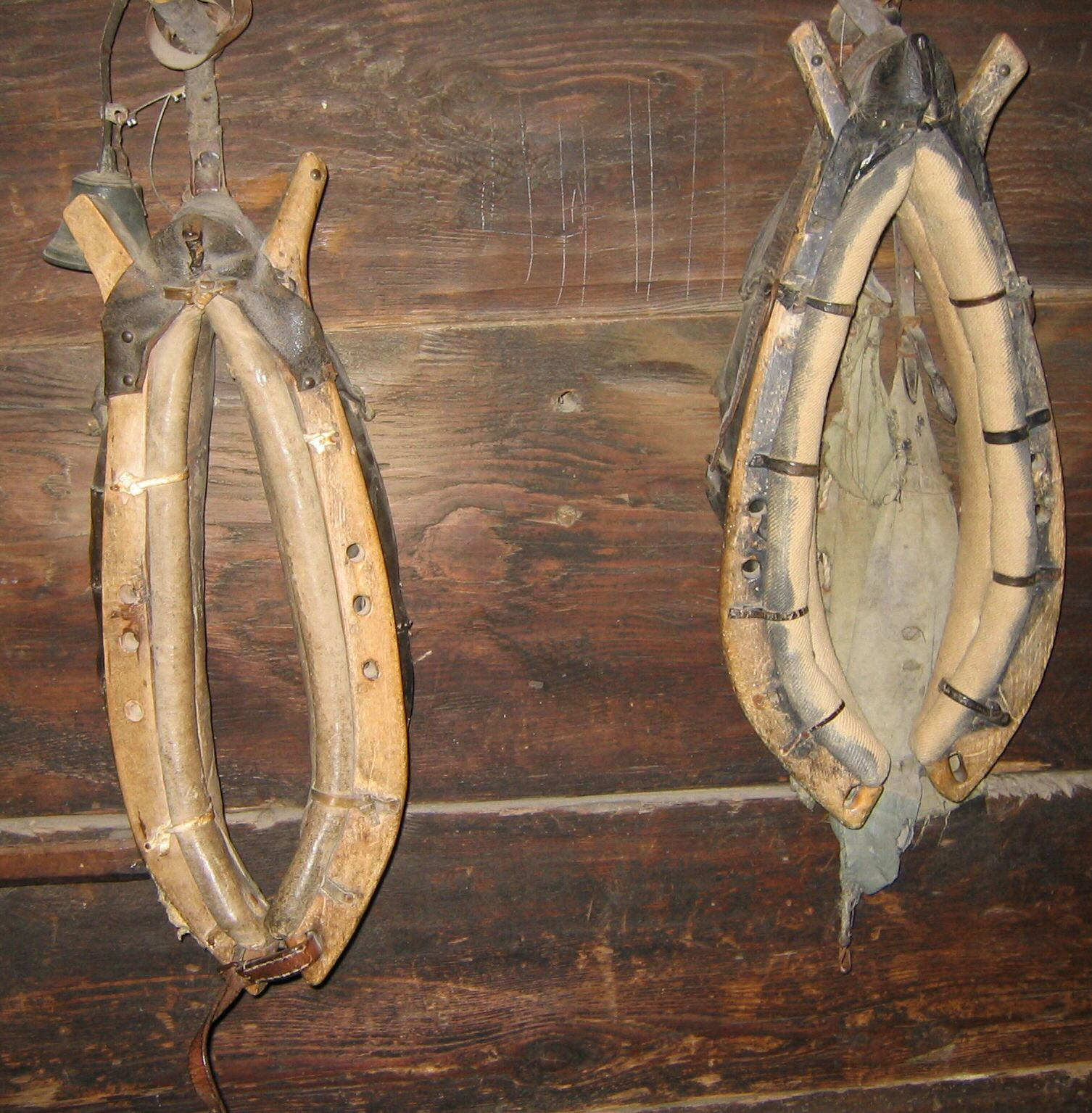
Два хомута

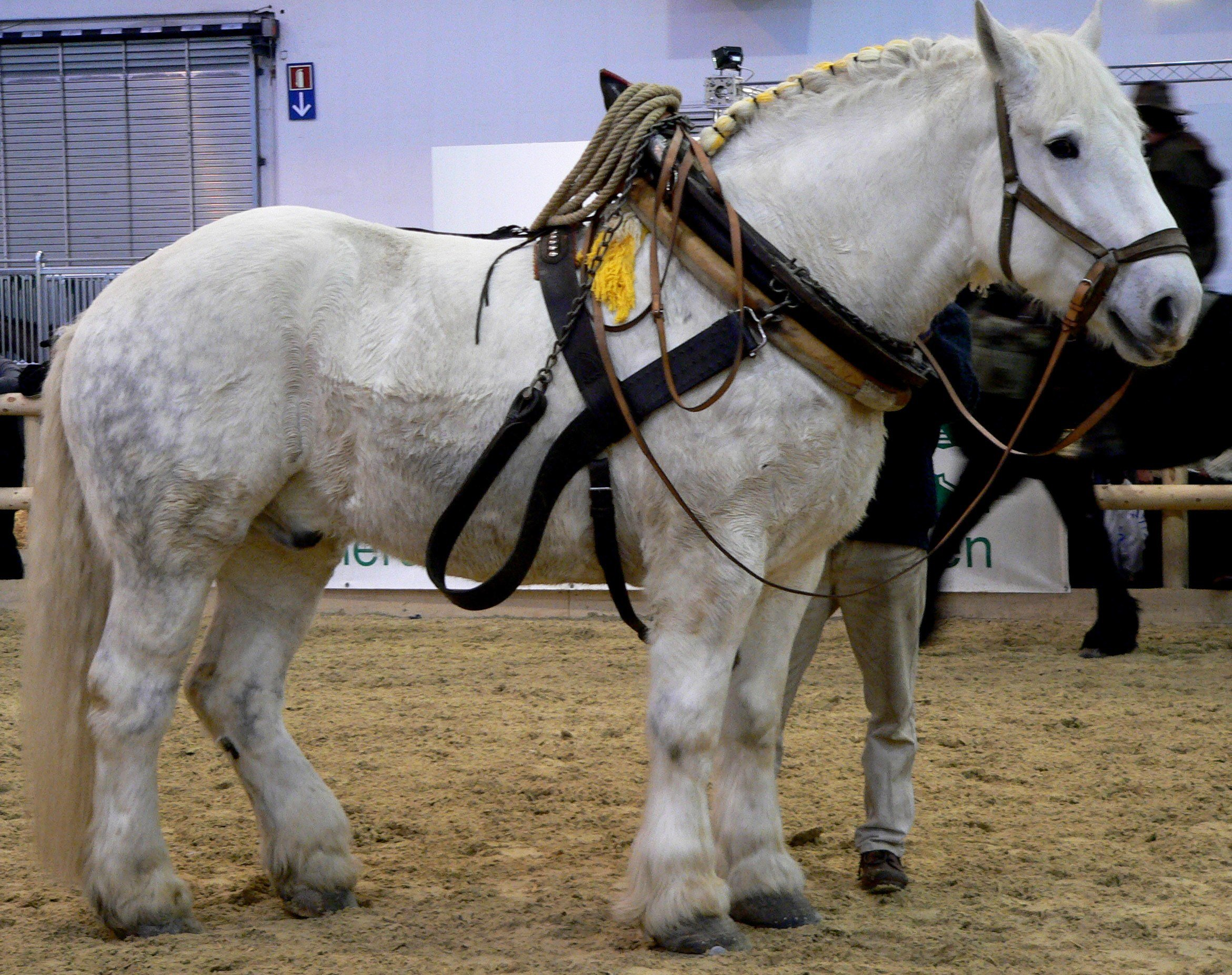
Современная тяжеловозная лошадь с хомутом, но без полной упряжи

Хому́т или оголо́вок является важной составной частью конской упряжи. 
Хому́т или Оголовок используется для распределения нагрузки на шею и плечи лошади и передачи усилия по перемещению того или иного сельскохозяйственного орудия, например, сохи, плуга, бороны или повозки. Хомут даёт возможность лошади вкладывать всю свою силу в перемещение груза или другую работу. По существу, он позволяет животному использовать заднюю часть корпуса и задние ноги для толкания груза, в отличие от применения ярма или нагрудного ремня, когда приходится тянуть груз одними плечами. Хомут также лучше ярма, поскольку он уменьшает давление на трахею. Со времени изобретения хомута лошади приобрели чрезвычайно важное значение для достижения успехов в сельском хозяйстве и в деле перевозки тяжёлых грузов. Когда лошадь запряжена с использованием хомута, она может обеспечить рабочую эффективность (измеряемую, например, в тонно-километрах за час) на 50 % больше, чем вол, из-за большей скорости. Лошадь также в целом эффективнее из-за большей выносливости и способности работать большее количество часов в день. Хомут сыграл важную роль в экономическом развитии Европы. Замена волов на лошадей для пахоты привела к экономическому росту, становлению рыночных отношений, снижению зависимости от натурального сельского хозяйства, а также обеспечила развитие образования, искусства и ранних промышленных производств.

## Конструкция
Хомут делается из пары изогнутых кусков дерева или металла, называемых клещами, к которым крепятся гужи. Клещи могут слегка раздвигаться, чтобы сквозь хомут легче проходила голова лошади при его надевании и снятии. После надевания хомута на шею лошади клещи стягиваются супонью, обеспечивая более удобное прилегание к телу лошади. Хомут имеет овальную, а не круглую, форму, что хорошо согласуется с формой тела лошади. Изготавливается хомут так, чтобы во всех точках соприкосновения с телом лошади контакт был плотным. Его конструкция является достаточно жёсткой, а на внутренней поверхности делается эластичная подкладка (хомутина), которая смягчает контакт хомута с телом животного. При правильном размере хомута и нормальном его положении на лошади между хомутиной и горлом животного должен быть зазор, так чтобы там могла проходить плашмя ладонь. При этом верхняя часть хомута располагается несколько впереди холки, а между хомутом и гребнем шеи должны умещаться два пальца руки. Обеспечивая защиту дыхательных путей лошади, хомут даёт возможность животному использовать всю свою силу, чтобы тащить орудие труда или повозку с грузом.

## История

### Ошейник
Задолго до изобретения хомута для запряжки использовался менее эффективный ошейник, обхватывающий горло. Сведения о нём найдены во многих древних цивилизациях, они были доведены до европейской интеллектуальной сферы в начале XX века французским кавалерийским офицером Лефевром де Нёттисом. Такой способ упряжки был известен халдеям (III тысячелетие до н. э.), в Шумере и Ассирии (1400—800 до н. э.), в египетском Новом царстве (1570—1070 до н. э.), в Китае эпохи династии Шан (1600—1050 до н. э.), на минойском Крите (2700—1450 до н. э.), в классической Греции (550—323 до н. э.) и Древнем Риме (510 до н. э.—476 г. н. э.). С этой древней упряжью животные тащили плуги и телеги. Ремни в виде плоской ленты обхватывали шею и грудь животного, нагрузка приходилась на верхнюю часть ошейника, над шеею, примерно так же, как в ярме. Эти ремни прижимали грудино-головные мышцы лошади и трахею, что ограничивало её дыхание и снижало тяговое усилие. Получалось так, что чем сильнее лошадь тянула, тем труднее ей становилось дышать. По этой причине волы были предпочтительнее лошадей для тяжелой работы, так как из-за различий в анатомическом строении с лошадью они не имеют этой проблемы. В отличие от лошадей, их можно также запрягать с помощью ярма.

### Нагрудный ремень (подперсье)
Конструкция упряжи в виде обхватывающего горло ошейника не менялась до появления в Китае в эпоху Сражающихся царств (481—221 до н. э.) нагрудного ремня или «подперсья». К VII веку он стал известен по всей Центральной Азии, а оттуда в VIII веке попал в Европу.
Его первое изображение в художественном произведении появилось на лаковой коробочке из древнего царства Чу. В этом типе конской упряжи давление переносится на грудину, линия тяги становится непосредственно связанной с костной системой лошади, что позволяет использовать почти полную силу лошади. Этот тип упряжи получил повсеместное распространение в Китае в эпоху династии Хань (202 до н. э.—220 г. н. э.), что нашло отражение в сотнях изображений в резьбе, каменных рельефах и кирпичных штампах, показывающих лошадей, запряжённых в колесницы. Этот тип упряжи стал известен в Центральной Азии и затем среди аваров, венгров, чехов, поляков и русских в течение VII—X вв. Первые изображения применения нагрудного ремня, найденные в Европе, относятся к VIII веку, а в IX веке он уже получил широкое распространение (например, он изображён на гобелене с погребальным кораблём Осеберга).
Проблема использования нагрудного ремня состояла в том, что дышла телег, колесниц и других транспортных средств прикреплялись к подпруге вокруг брюха лошади. Нагрудный ремень первоначально предохранял подпругу от смещения назад, к хвосту лошади, он не рассматривался как приспособление для толкания груза. В результате лошади продолжали тянуть груз, то есть по-прежнему животные использовались неэффективно.

### Хомут

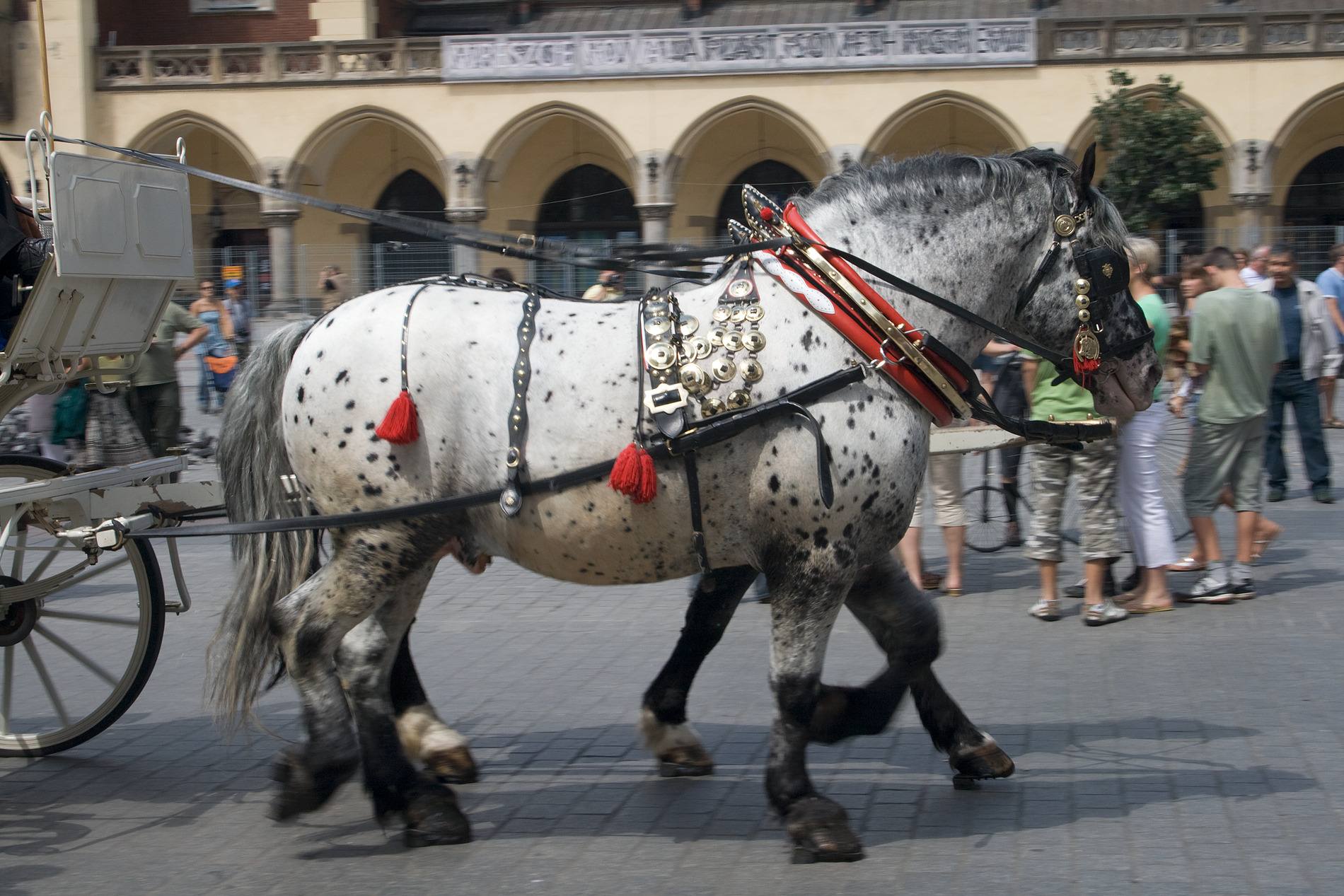
Лошади в полной декоративной упряжи с хомутами.

На следующей стадии эволюции упряжи после нагрудного ремня появился хомут в современном виде. Отработанный вариант хомута был сделан в Китае в 5 веке н. э., в эпоху Южных и Северных династий. Его первые, хотя и не вполне достоверные, изображения найдены на цветных формованных кирпичах эпохи Троецарствия (220—265 н. э.) в гробнице Бао Саньняна в Чжаохуа, провинция Сычуань. На этих рисунках изображён пышно подбитый хомут, совершенно не похожий на ярмо. Однако, первые настоящие изображения хомута в искусстве обнаружены в пещерных росписях в Дуньхуане (пещера 257) эпохи китайской династии Северная Вэй, которые датируются 477—499 г. н. э. На этой картине хорошо видны изогнутые перекладины, но художнику не удалось чётко показать мягкие подкладки под ними, отсутствие которых делает всю конструкцию бесполезной. Такая же базовая конструкция видна на другой китайской цветной фреске, датируемой 520—524 г. (с дышлом, выступающим за грудную клетку лошади для создания грудинной тяги), а также на фреске, датируемой ок. 600 г. (эпоха династии Суй). Последнее изображение (в пещере 302) представляет особый интерес, так как на нём хомут изображён не только более точно (такие же хомуты используются на севере и северо-западе Китая даже сегодня), но ещё и тем, что он используется на верблюдах, а не на лошадях. Китайцы часто использовали верблюдов со II века до н. э. и позже, на протяжении всей эпохи династии Хань, существовали даже военные корпуса на верблюдах на границе в Таримской впадине. Однако, адаптированный для верблюдов хомут не стал обычной практикой вплоть до VI века. В пещере 156 есть панорамная картина, изображающая китайского генерала и губернатора династии Тан Чжан Ичао, сидящего верхом на лошади в момент триумфа после отвоевания области Дуньхуан у Тибетского империи в 834 г. Согласно доказательствам, представленным д-ром Чан Шухуном, датой картины является именно 851 г. н. э., но Нидэм замечает о существующем полном согласии среди историков о том, что картина могла быть написана в любое время в пределах от 840 до 860 г. Эта картина абсолютно точно изображает хомут, с хорошими мягкими подкладками, спускающимися низко на грудь и выступающими за поперечину.

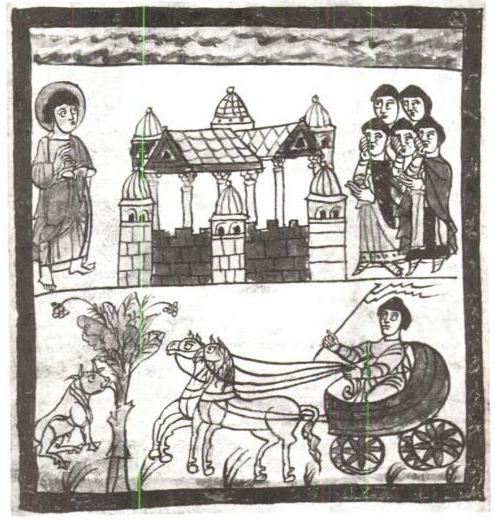
Одно из первых изображений хомута, ок. 800 г. н. э.

Хомут в конце концов попал в Европу около 920 г., и получил повсеместное распространение в XII веке. Скандинавы одними из первых стали использовать хомуты, не ограничивающие дыхательных путей у лошади. До этого времени волы оставались главным тягловым животным в сельском хозяйстве, так как все предыдущие упряжи могли эффективно использоваться только на волах из-за особенностей их физического строения. Кроме того, ярмо, использовавшееся для запряжки волов, изготовлялось индивидуально для каждого животного. При этом иногда возникали проблемы при обработке земли. В зависимости от состояния почв, иногда требовалось до шестнадцати волов для эффективного использования одного тяжелого плуга. Это создавало проблемы для крестьян, которым не хватало капитала для содержания такого большого количества скота.
После появления хомута в Европе и повсеместного его распространения к 1000 году, использование лошадей для пахоты получило широкое распространение. Лошади работают примерно на 50 процентов быстрее, чем волы. Использование лошадей (и небольшое усовершенствование плуга) позволило крестьянам производить излишки продукции. Профицит создал им товар для торговли на рынках на перекрёстках дорог. Довольно быстро рынки превратились в города. Таким образом, хомут сыграл ключевую роль в прекращении феодальных порядков и начало роста Европы.

## Значение хомута
Создание хомута устранило физические ограничения старой упряжи по применению животных в процессе производства, позволило лошадям показать все свои возможности и прикладывать всю свою силу при пахоте и перевозке грузов. Изначально конструкция старой упряжи заставляла лошадь буквально тащить рабочую нагрузку, тогда как внедрение хомута позволило ей толкать груз, повышая эффективность и производительность труда.
В сочетании с подковой, тяжёлым плугом и другими усовершенствованиями сельскохозяйственного производства, эффективность труда европейского крестьянина резко увеличилась, что обусловило быстрое развитие общества в Европе. Излишки продовольствия создавали предпосылки для специализации труда, крестьяне теперь могли переменить профессию и приобрести другие навыки, например, покупка и продажа товаров, что привело к появлению купечества в европейском обществе. Хомут был один из факторов упадка феодального строя и завершения эпохи Средневековья.

## Эксперимент по оценке эффективности упряжи
В 1910 году кавалерийский офицер из Франции Лефевр де Нёттес провёл эксперимент по оценке эффективности разной упряжи. Он сравнивал три вида упряжи: древнюю упряжь — ошейник, опоясывающий горло, более позднюю упряжь с нагрудным ремнём и, наконец, совершенную средневековую упряжь с хомутом. В своем эксперименте он обнаружил, что пара лошадей, использующая ошейники, опоясывающие горло, смогла потянуть максимальный груз весом около 1100 фунтов (0,5 тонны). В то же время, одна лошадь с более совершенным хомутом смогла сдвинуть с места груз весом более 1,5 тонн.